# Pauline Ferrand-Prévot
Pauline Ferrand-Prévot (Reims, 10 febbraio 1992) è una ciclista su strada, mountain biker e ciclocrossista francese che corre per il Team Visma-Lease a Bike.
Atleta multidisciplinare, nel 2014 si è laureata campionessa del mondo in linea su strada, mentre nel 2015 ha vinto il titolo mondiale di ciclocross e quello di cross country, diventando così la prima atleta della storia a detenere il titolo mondiale Elite nelle tre specialità. Nel 2019, 2020, 2022 e 2023 ha vinto nuovamente il titolo mondiale di cross country, nel 2019 e nel 2022 ha vinto il titolo mondiale di marathon, nel 2022 e 2023 ha vinto anche il titolo mondiale di cross country short track e nel 2022 quello di gravel, arrivando dunque a detenere, a fine 2022, quattro maglie iridate in altrettante specialità. Nel 2024 ha ottenuto anche il titolo olimpico di cross country ai Giochi di Parigi mentre nel 2025 ha vinto la Parigi-Roubaix femminile e il Tour de France femminile.

## Palmarès

### Strada
- 2009 (Juniors)

Campionati francesi, Prova in linea Juniors
Campionati francesi, Prova a cronometro Juniors
Campionati europei, Prova a cronometro Juniors
Chrono des Nations Juniors
- 2010 (Juniors)

4ª tappa Omloop van Borsele juniors
Prix de la Ville de Pujols
Campionati francesi, Prova in linea Juniors
Campionati francesi, Prova a cronometro Juniors
Coppa di Francia Juniors
Campionati del mondo, Prova in linea Juniors
- 2011 (Team Lapierre, una vittoria)

Classifica generale Prix des Communes de Nogent-l'Abbesse
- 2012 (Stichting Rabo Women Cycling Team, una vittoria)

Campionati francesi, Prova a cronometro
- 2013 (Rabo Women Cycling Team, una vittoria)

Campionati francesi, Prova a cronometro
- 2014 (Rabo-Liv Women Cycling Team, sette vittorie)

Freccia Vallone
1ª tappa Emakumeen Euskal Bira (Iurreta > Iurreta)
3ª tappa Emakumeen Euskal Bira (Arrieta > Mungia)
Classifica generale Emakumeen Euskal Bira

Campionati francesi, Prova a cronometro

Campionati francesi, Prova in linea
Campionati del mondo, Prova in linea
- 2015 (Rabo-Liv Women Cycling Team, due vittorie)

Campionati francesi, Prova in linea
5ª tappa Giro d'Italia (Trezzo sull'Adda > Aprica)
- 2025 (Team Visma-Lease a Bike, quattro vittorie)

Parigi-Roubaix
8ª tappa Tour de France (Chambéry > Saint-François-Longchamp)
9ª tappa Tour de France (Praz-sur-Arly > Châtel)
Classifica generale Tour de France

#### Altri successi
- 2013 (Rabo Women Cycling Team)

Classifica giovani Route de France
- 2014 (Rabo-Liv Women Cycling Team)

Classifica scalatori Festival Luxembourgeois Elsy Jacobs
Classifica giovani Festival Luxembourgeois Elsy Jacobs
Classifica giovani Giro d'Italia

### Mountain biking
- 2009 (Juniors)

Campionati europei, Cross country Juniors
Campionati del mondo, Cross country Juniors
- 2010 (Juniors)

3ª prova Coppa del mondo, Cross country Juniors
Campionati del mondo, Cross country Juniors
- 2011 (Under-23)

2ª prova Coppa del mondo, Cross country Under-23 (Dalby Forest)
3ª prova Coppa del mondo, Cross country Under-23 (Offenburg)
4ª prova Coppa del mondo, Cross country Under-23 (Mont-Sainte-Anne)
5ª prova Coppa del mondo, Cross country Under-23 (Windham)
Classifica generale Coppa del mondo, Cross country Under-23
- 2012 (Under-23)

Campionati francesi, Cross country Under-23
- 2013 (Under-23)

Campionati francesi, Cross country Under-23
- 2014

3ª prova Coppa del mondo, Cross country (Nové Město na Moravě)
4ª prova Coppa del mondo, Cross country (Albstadt)
Campionati europei, Cross country Under-23
Campionati francesi, Cross country Elite

4ª prova Coppa di Francia, Cross country (Oz)
Campionati del mondo, Staffetta a squadre (con Jordan Sarrou, Hugo Pigeon e Maxime Marotte)
- 2015[3]

2ª prova Coppa di Francia, Cross country (Saint-Pompont)
3ª prova Coppa di Francia, Cross country (Plœuc-sur-Lié)
Campionati francesi, Cross country Elite
5ª prova Coppa del mondo, Cross country (Windham)
Campionati del mondo, Cross country Elite
Campionati del mondo, Staffetta a squadre (con Victor Koretzky, Antoine Philipp e Jordan Sarrou)
- 2016[3]

1ª prova Coppa di Francia, Cross country (Marsiglia)
Campionati del mondo, Staffetta a squadre (con Victor Koretzky, Benjamin Le Ny e Jordan Sarrou)
Campionati francesi, Cross country Elite
- 2017[3]

Copa Catalana Internacional, Cross country (Banyoles)
Argovia Bike Cup, Cross country (Lostorf)
Campionati francesi, Cross country Elite
5ª prova Coppa di Francia, Cross country (Monginevro)
- 2018[3]

Copa Catalana Internacional (Sea Otter Europe), Cross country (Girona)
Campionati francesi, Cross country Elite
- 2019[3]

Campionati francesi, Cross country Elite
5ª prova Coppa del mondo, Cross country (Val di Sole)
Coppa del mondo, Cross country short track (Lenzerheide)
Campionati del mondo, Cross country Elite
7ª prova Coppa del mondo, Cross country (Snowshoe)
Campionati del mondo, Cross country marathon
- 2020[3]

3 Nations Cup - GP MTB Stad Beringen, Cross country (Beringen)
2ª prova Coppa del mondo, Cross country (Nové Město na Moravě)
Campionati del mondo, Cross country Elite
Campionati europei, Cross country Elite
- 2021[3]

1ª prova Coppa del mondo, Cross country short track (Albstadt)
4ª prova Coppa del mondo, Cross country short track (Les Gets)
Campionati europei, Cross country Elite
- 2022[3]

1ª prova Coppa del mondo, Cross country short track (Petrópolis)
Campionati francesi, Cross country short track
Campionati del mondo, Cross country short track
Campionati del mondo, Cross country Elite
9ª prova Coppa del mondo, Cross country short track (Val di Sole)
9ª prova Coppa del mondo, Cross country (Val di Sole)
Campionati del mondo, Cross country marathon
ÖKK Bike Revolution, Cross country (Huttwil)
- 2023[3]

MTB French Cup, Cross country (Guéret)
3ª prova Coppa del mondo, Cross country short track (Leogang)
Campionati del mondo, Cross country short track
Campionati del mondo, Cross country Elite
- 2024[3]

Shimano Supercup La Nucía, Cross country (La Nucía)
Shimano Supercup Banyoles, Cross country (Banyoles)
MTB French Cup, Cross country (Marsiglia)
Swiss Bike Cup, Cross country (Rivera)
Südtirol Sunshine Race, Cross country short track (Nalles)
Südtirol Sunshine Race, Cross country (Nalles)
1ª prova ÖKK Bike Revolution, Cross country (Coira)
Campionati europei, Cross country Elite
Coppa del mondo, Cross country (Nové Město na Moravě)
Coppa del mondo, Cross country (Val di Sole)
Giochi olimpici, Cross country

### Ciclocross
- 2011-2012 (due vittorie)

Cyclo-cross de Rodez, 2ª prova Challenge la France Cycliste (Rodez)
Classifica generale Challenge la France Cycliste
- 2012-2013 (una vittoria)

Cyclo-cross de Pontchâteau, 3ª prova Challenge la France Cycliste (Pontchâteau)
- 2013-2014 (Rabo-Liv Women Cycling Team, due vittorie)

Cyclo-cross de Flamanville, 3ª prova Challenge la France Cycliste (Flamanville)
Campionati francesi, Prova Elite
- 2014-2015 (Rabo-Liv Women Cycling Team, tre vittorie)

Cyclo-cross de Lanarvily, 3ª prova Coppa di Francia (Lanarvily)
Campionati francesi, Prova Elite
Campionati del mondo, Prova Elite
- 2017-2018 (Canyon-SRAM Racing, due vittorie)

Vlaamse Druivencross (Overijse)
Campionati francesi, Prova Elite

### Gravel
- 2022

Campionati del mondo, Prova Elite

## Piazzamenti

### Grandi Giri
- Giro d'Italia

2013: 28ª
2014: 2ª
2015: 6ª
- Tour de France

2025: vincitrice

### Competizioni mondiali

#### Strada
- Campionati del mondo

Mosca 2009 - In linea Juniors: 2ª
Mosca 2009 - Cronometro Juniors: 2ª
Offida 2010 - In linea Juniors: vincitrice
Offida 2010 - Cronometro Juniors: 2ª
Limburgo 2012 - Cronosquadre: 4ª
Limburgo 2012 - In linea Elite: 47ª
Toscana 2013 - Cronosquadre: 2ª
Toscana 2013 - In linea Elite: 13ª
Ponferrada 2014 - In linea Elite: vincitrice
Richmond 2015 - In linea Elite: 6ª
Bergen 2017 - In linea Elite: 11ª
Zurigo 2024 - In linea Elite: ritirata
- Coppa del mondo/World Tour

CdM 2011: 30ª
CdM 2012: 13ª
CdM 2013: 52ª
CdM 2014: 6ª
CdM 2015: 6ª
WWT 2016: 69ª
WWT 2017: 38ª
WWT 2018: 48ª
- Giochi olimpici

Londra 2012 - In linea: 8ª
Rio de Janeiro 2016 - In linea: 26ª

#### Mountain biking
- Campionati del mondo[3]

Canberra 2009 - Cross country Juniors: vincitrice
Mont-Sainte-Anne 2010 - Cross c. Juniors: vincitrice
Champéry 2011 - Cross country Under-23: 3ª
Pietermaritzburg 2013 - Cross country Under-23: 2ª
Lillehammer-Hafjell 2014 - St. a squadre: vincitrice
Lillehammer-Hafjell 2014 - Cross c. Under-23: 8ª
Vallnord 2015 - Staffetta a squadre: vincitrice
Vallnord 2015 - Cross country Elite: vincitrice
Nové Město 2016 - Staffetta a squadre: vincitrice
Nové Město 2016 - Cross country Elite: 16ª
Cairns 2017 - Staffetta a squadre: 3ª
Cairns 2017 - Cross country Elite: 3ª
Lenzerheide 2018 - Staffetta a squadre: 5ª
Lenzerheide 2018 - Cross country Elite: ritirata
Mont-Sainte-Anne 2019 - Staffetta a squadre: 3ª
Mont-Sainte-Anne 2019 - Cross c. Elite: vincitrice
Leogang 2020 - Cross country Elite: vincitrice
Val di Sole 2021 - Cross country short track: 3ª
Val di Sole 2021 - Cross country Elite: 6ª
Les Gets 2022 - Cross country short track: vincitrice
Les Gets 2022 - Cross country Elite: vincitrice
Glasgow 2023 - Cross country short track: vincitrice
Glasgow 2023 - Cross country Elite: vincitrice
Vallnord 2024 - Cross country Elite: 14ª
Vallnord 2024 - Cross country short track: 2ª
- Campionati del mondo di marathon

Grächen 2019: vincitrice
Haderslev 2022: vincitrice
- Coppa del mondo

2011 - Cross country Under-23: vincitrice
2012 - Cross country Elite: 20ª
2013 - Cross country Elite: 35ª
2013 - Cross country eliminator: 16ª
2014 - Cross country Elite: 10ª
2015 - Cross country Elite: 9ª
2016 - Cross country Elite: 70ª
2017 - Cross country Elite: 17ª
2018 - Cross country Elite: 7ª
2019 - Cross country Elite: 3ª
2021 - Cross country Elite: 7ª
2022 - Cross country Elite: 11ª
2023 - Cross country Elite: 8ª
2023 - Cross country short track: 7ª
- Giochi olimpici

Londra 2012 - Cross country: 26ª
Rio de Janeiro 2016 - Cross country: ritirata
Tokyo 2020 - Cross country: 10ª
Parigi 2024 - Cross country: vincitrice

#### Ciclocross
- Campionati del mondo

Hoogerheide 2009 - Elite: 20ª
Tábor 2010 - Elite: 8ª
St. Wendel 2011 - Elite: 8ª
Hoogerheide 2014 - Elite: 17ª
Tábor 2015 - Elite: vincitrice
Valkenburg 2018 - Elite: 24ª
- Coppa del mondo[4]

2008-2009 - Elite: 53ª
2009-2010 - Elite: 28ª
2010-2011 - Elite: 13ª
2011-2012 - Elite: 23ª
2012-2013 - Elite: 25ª
2013-2014 - Elite: 20ª
2014-2015 - Elite: 11ª
2017-2018 - Elite: 23ª

#### Gravel
- Campionati del mondo

Veneto 2022 - Elite: vincitrice

### Competizioni continentali
- Campionati europei su strada

Hooglede 2009 - Cronometro Juniors: vincitrice
Hooglede 2009 - In linea Juniors: 3ª
Ankara 2010 - Cronometro Juniors: 2ª
Ankara 2010 - In linea Juniors: 2ª
- Campionati europei di mountain bike

Zoetermeer 2009 - Cross country Juniors: vincitrice
Mosca 2012 - Cross country Under-23: 4ª
St. Wendel 2014 - Cross c. Under-23: vincitrice
Huskvarna 2016 - Staffetta a squadre: 2ª
Huskvarna 2016 - Cross country Elite: ritirata
Darfo Boario Terme 2017 - Staffetta a squadre: 10ª
Darfo Boario Terme 2017 - Cross country Elite: 12ª
Glasgow 2018 - Cross country Elite: 2ª
Monte Tamaro 2020 - Cross country Elite: vincitrice
Novi Sad 2021 - Cross country Elite: vincitrice
Monaco di Baviera 2022 - Cross country Elite: 2ª
Cracovia 2023 - Cross country Elite: 19ª
Cheile Grădiștei 2024 - Cross country short track: vincitrice
- Campionati europei di ciclocross

Liévin 2008 - Elite: 12ª
Hoogstraten 2009 - Elite: 19ª
Francoforte 2010 - Elite: 10ª
Lucca 2011 - Elite: 3ª
Namur 2022 - Elite: 7ª
- Giochi europei

Cracovia 2023 - Cross country: 19ª (valida come camp. europeo Elite)